# Madagaskar-Fledermausblume
Die Madagaskar-Fledermausblume (Tacca ankaranensis) gehört zu der Familie der Yamswurzelgewächse.

## Verbreitungsgebiet
Die Art kommt aus Madagaskar, wo sie endemisch ist. Sie kommt ausschließlich im Bereich des Kalkplateaus von Ankarana im Norden der Insel vor, wo sich das Ankarana-Schutzgebiet in der Provinz Antsiranana befindet. Sie ist eine Waldpflanze und kommt an eher trockenen Standorten von Meereshöhe bis etwa 500 Meter über dem Meeresspiegel vor.

## Beschreibung
Die Madagaskar-Fledermausblume ist eine mehrjährige krautige Pflanze. Die Pflanze hat die typische Blüte der Tacca mit ihren langen fadenförmigen Hochblättern. Die Blütenhüllblätter sind bei dieser Art in einem Grünton gehalten und daher eher unauffällig. Diese Blüte befindet sich auf einem blattlosen langen Stängel. Sie bildet in den Wurzeln dicke Rhizome als Überdauerungsorgane aus. Die Blätter sind wechselständig angeordnet und von unregelmäßiger mehrfingriger Form.